# Arsenal Women Football Club 2023-2024
Questa voce raccoglie le informazioni riguardanti l'Arsenal Women Football Club nelle competizioni ufficiali della stagione 2023-2024.

## Stagione
Il campionato di Women's Super League è stato concluso al terzo posto con 50 punti conquistati, frutto di 16 vittorie, 2 pareggi e 4 sconfitte. Grazie al terzo posto in classifica, l'Arsenal si è qualificato alla fase di qualificazione della UEFA Women's Champions League. La migliore marcatrice della squadra in campionato è stata Alessia Russo, arrivata all'Arsenal a inizio stagione, con 12 reti realizzate, suo primato in campionato, e segnando in tutte le competizioni della stagione. L'Arsenal ha giocato sei delle partite casalinghe all'Emirates Stadium, rispetto alle cinque previste a inizio stagione. Per tre volte nel corso della stagione è stato battuto il record di pubblico per una partita di Women's Super League e in tutti e tre i casi per una partita casalinga dell'Arsenal. Il record è stato battuto una prima volta il 1º ottobre 2023, con 54 115 spettatori per la partita valida per la prima giornata contro il Liverpool. La seconda volta è stato battuto il 10 dicembre successivo, con 59 042 spettatori per la partita valida per la nona giornata contro il Chelsea. La terza volta è stato battuto il 17 febbraio 2024, con 60 160 spettatori per la partita valida per la quattordicesima giornata contro il Manchester United. La partita tra Arsenal e Tottenham della quindicesima giornata venne giocata, sempre all'Emirates Stadium, davanti a un pubblico di 60 050 spettatori, seconda affluenza dopo quella registrata due settimane prima.
A inizio stagione la squadra era stata eliminata dall'UEFA Women's Champions League già nel primo turno delle qualificazioni. Sorteggiata nel gruppo 3 del percorso Piazzate, ha prima battuto le svedesi del Linköping nelle semifinali, per poi perdere la finale contro le francesi del Paris FC dopo i tiri di rigore. In FA Women's Cup la squadra, che è partita dal quarto turno, è stata eliminata al quinto turno dal Manchester City. In FA Women's League Cup la squadra ha superato la fase a gironi, vincendo il gruppo D davanti al Tottenham. Dopo aver battuto il London City Lionesses ai quarti di finale, ha sconfitto l'Aston Villa in semifinale per 4-0, grazie a una tripletta di Stina Blackstenius. In finale, disputata al Molineux Stadium di Wolverhampton, ha battuto il Chelsea per 1-0 dopo i tempi supplementari, grazie a una rete di Blackstenius, vincendo la League Cup per la settima volta, la seconda consecutiva.

## Maglie e sponsor
La tenuta di gara è la stessa dell'Arsenal maschile. È stato confermato Adidas come sponsor tecnico, così come lo sponsor ufficiale Fly Emirates e lo sleeve sponsor Visit Rwanda.
| Casa | Trasferta | Terza divisa |

## Rosa
Rosa, ruoli e numeri di maglia come da sito ufficiale.
| N. |                        | Ruolo | Calciatrice              |
| -- | ---------------------- | ----- | ------------------------ |
| 1  | Austria (bandiera)     | P     | Manuela Zinsberger       |
| 2  | Stati Uniti (bandiera) | D     | Emily Fox                |
| 3  | Inghilterra (bandiera) | D     | Lotte Wubben-Moy         |
| 5  | Scozia (bandiera)      | D     | Jennifer Beattie         |
| 6  | Inghilterra (bandiera) | D     | Leah Williamson          |
| 7  | Australia (bandiera)   | D     | Stephanie Catley         |
| 9  | Inghilterra (bandiera) | A     | Bethany Mead             |
| 10 | Scozia (bandiera)      | C     | Kim Little (capitano)    |
| 11 | Paesi Bassi (bandiera) | A     | Vivianne Miedema         |
| 12 | Norvegia (bandiera)    | C     | Frida Leonhardsen Maanum |
| 13 | Svizzera (bandiera)    | C     | Lia Wälti                |
| 14 | Canada (bandiera)      | P     | Sabrina D'Angelo         |
| 15 | Irlanda (bandiera)     | A     | Katie McCabe             |
| 16 | Svizzera (bandiera)    | D     | Noelle Maritz            |
| 17 | Svezia (bandiera)      | A     | Lina Hurtig              |
| 19 | Australia (bandiera)   | A     | Caitlin Foord            |

| N. |                        | Ruolo | Calciatrice          |
| -- | ---------------------- | ----- | -------------------- |
| 20 | Brasile (bandiera)     | A     | Giovana Queiroz      |
| 21 | Paesi Bassi (bandiera) | C     | Victoria Pelova      |
| 22 | Danimarca (bandiera)   | C     | Kathrine Møller Kühl |
| 23 | Inghilterra (bandiera) | A     | Alessia Russo        |
| 24 | Canada (bandiera)      | A     | Cloé Lacasse         |
| 25 | Svezia (bandiera)      | A     | Stina Blackstenius   |
| 26 | Austria (bandiera)     | D     | Laura Wienroither    |
| 27 | Spagna (bandiera)      | D     | Laia Codina          |
| 28 | Svezia (bandiera)      | D     | Amanda Ilestedt      |
| 29 | Inghilterra (bandiera) | D     | Teyah Goldie         |
| 32 | Australia (bandiera)   | C     | Kyra Cooney-Cross    |
| 40 | Inghilterra (bandiera) | P     | Naomi Williams       |
| 53 | Inghilterra (bandiera) | A     | Vivienne Lia         |
| 59 | Inghilterra (bandiera) | A     | Michelle Agyemang    |
| 62 | Inghilterra (bandiera) | D     | Katie Reid           |
| 86 | Francia (bandiera)     | P     | Sarah Bouhaddi       |

## Calciomercato

### Sessione estiva
| Acquisti | Acquisti          | Acquisti            | Acquisti      |
| R.       | Nome              | da                  | Modalità      |
| -------- | ----------------- | ------------------- | ------------- |
| P        | Fran Stenson      | Birmingham City     | fine prestito |
| D        | Laia Codina       | Barcellona          | definitivo    |
| D        | Amanda Ilestedt   | Paris Saint-Germain | definitivo    |
| D        | Anna Patten       | Aston Villa         | fine prestito |
| C        | Kyra Cooney-Cross | Hammarby            | definitivo    |
| C        | Mana Iwabuchi     | Tottenham           | fine prestito |
| A        | Cloé Lacasse      | Benfica             | definitivo    |
| A        | Alessia Russo     | Manchester United   | definitivo    |

| Cessioni | Cessioni        | Cessioni          | Cessioni   |
| R.       | Nome            | a                 | Modalità   |
| -------- | --------------- | ----------------- | ---------- |
| P        | Kaylan Marckese | Bristol City      | prestito   |
| P        | Fran Stenson    | Sheffield Utd     | definitivo |
| D        | Anna Patten     | Aston Villa       | definitivo |
| D        | Rafaelle Souza  | Orlando Pride     | definitivo |
| C        | Freya Godfrey   | Charlton Athletic | prestito   |
| C        | Mana Iwabuchi   |                   | ritirata   |
| A        | Jodie Taylor    |                   | ritirata   |

### Sessione invernale
| Acquisti | Acquisti       | Acquisti               | Acquisti   |
| R.       | Nome           | da                     | Modalità   |
| -------- | -------------- | ---------------------- | ---------- |
| P        | Sarah Bouhaddi | Paris Saint-Germain    | definitivo |
| D        | Emily Fox      | North Carolina Courage | definitivo |

| Cessioni | Cessioni             | Cessioni    | Cessioni   |
| R.       | Nome                 | a           | Modalità   |
| -------- | -------------------- | ----------- | ---------- |
| P        | Sarah Bouhaddi       |             | svincolata |
| D        | Jennifer Beattie     | Bay FC      | definitivo |
| D        | Noelle Maritz        | Aston Villa | definitivo |
| C        | Kathrine Møller Kühl | Everton     | prestito   |
| A        | Giovana Queiroz      | Madrid CFF  | prestito   |

## Risultati

### Women's Super League

#### Girone di andata
| Arbitro: | Heaslip |

|  |           |            |
|  | Marcatori | 48’ Taylor |

| Arbitro: | Dowle |

|                       |           |                                |
| Galton 27’ Malard 81’ | Marcatori | 14’ Blackstenius 90+3’ Lacasse |

| Arbitro: | Fearn |

|                          |           |             |
| McCabe 90+2’ Russo 90+4’ | Marcatori | 25’ Pacheco |

| Arbitro: | Soneye |

|             |           |                |
| Furness 16’ | Marcatori | 7’, 59’ McCabe |

| Arbitro: | Welch |

|                             |           |           |
| Catley 14’ Blackstenius 87’ | Marcatori | 72’ Kelly |

| Arbitro: | Fullicks |

|                        |           |                                                                          |
| Tierney 36’ Cayman 38’ | Marcatori | 49’ Lacasse 52’ Russo 58’ Foord 61’ Pelova 75’ Blackstenius 90+8’ Hurtig |

| Arbitro: | Robinson |

|  |           |                                         |
|  | Marcatori | 12’ Blackstenius 80’ Foord 90+5’ Maanum |

| Arbitro: | Benn |

|                         |           |  |
| Maanum 2’ Mead 18’, 41’ | Marcatori |  |

| Arbitro: | Welch |

|                                            |           |                     |
| Mead 8’ Ilestedt 36’ Russo 38’, 74’ (rig.) | Marcatori | 13’ Rytting Kaneryd |

| Arbitro: | Foster |

|            |           |  |
| Thomas 58’ | Marcatori |  |

| Arbitro: | Burgin |

|                     |           |             |
| Foord 9’ Mead 45+3’ | Marcatori | 24’ Snoeijs |

#### Girone di ritorno
| Arbitro: | Welch |

|  |           |                       |
|  | Marcatori | 60’ Miedema 69’ Foord |

| Arbitro: | Burgin |

|                               |           |           |
| Asseyi 50’ (rig.) Cissoko 58’ | Marcatori | 43’ Russo |

| Arbitro: | Dowle |

|                                                |           |              |
| Geyse 10’ (aut.) Lacasse 35’ Little 44’ (rig.) | Marcatori | 90+6’ García |

| Arbitro: | Byrne |

|           |           |  |
| Russo 49’ | Marcatori |  |

| Arbitro: | Welch |

|                           |           |                    |
| James 15’ Nüsken 21’, 32’ | Marcatori | 86’ (aut.) Macario |

| Arbitro: | Pearson |

|            |           |                                            |
| Salmon 35’ | Marcatori | 54’ Pelova 84’ Wubben-Moy 86’ Blackstenius |

| Arbitro: | Benn |

|                                               |           |  |
| Mead 7’, 32’ Powell 34’ (aut.) Russo 59’, 73’ | Marcatori |  |

| Arbitro: | Soneye |

|                         |           |  |
| Mead 28’, 78’ Russo 75’ | Marcatori |  |

| Arbitro: | Cross |

|              |           |           |
| Hobson 90+5’ | Marcatori | 80’ Russo |

| Arbitro: | Welch |

|          |           |                         |
| Hemp 17’ | Marcatori | 89’, 90+2’ Blackstenius |

| Arbitro: | Impey |

|                                                           |           |  |
| Russo 17’, 24’ Miedema 64’ Carabalí 67’ (aut.) Maanum 88’ | Marcatori |  |

### FA Women's Cup
| Arbitro: | Soneye |

|                                                             |           |              |
| Russo 7’ Wälti 12’ Blackstenius 66’ Ilestedt 86’ Maanum 89’ | Marcatori | 77’ Agyemang |

| Arbitro: | Pearson |

|  |           |                |
|  | Marcatori | 74’ Aleixandri |

### FA Women's League Cup

#### Fase a gruppi
| Arbitro: | Benn |

|                                              |           |            |
| Maanum 27’ Wubben-Moy 36’ Blackstenius 90+5’ | Marcatori | 70’ Struck |

| Arbitro: | Pearson |

|          |           |                           |
| Pike 55’ | Marcatori | 59’ Maanum 90+2’ Ilestedt |

| Arbitro: | Heaslip |

|                                               |                      |                                        |
| Blackstenius 19’ Maanum 37’ Turner 68’ (aut.) | Marcatori            | 17’ Thomas 30’, 48’ Naz                |
| Russo Mead Catley Foord Beattie               | Tiri di rigore 4 – 3 | Naz Ayane Graham Zadorsky Petzelberger |

| Arbitro: | Gray |

|  |           |                                                          |
|  | Marcatori | 23’ Foord 35’, 45’, 84’ Blackstenius 51’ Codina 80’ Mead |

#### Fase a eliminazione diretta
| Arbitro: | Benn |

|  |           |                                                |
|  | Marcatori | 39’, 57’ Lacasse 45+4’ (rig.) Little 74’ Russo |

| Arbitro: | Howard |

|                                      |           |  |
| Blackstenius 9’, 11’, 40’ Maanum 18’ | Marcatori |  |

| Arbitro: | Foster |

|                   |           |  |
| Blackstenius 116’ | Marcatori |  |

### Women's Champions League

#### Qualificazioni
| Arbitro: | Anex |

|                                       |           |  |
| Foord 53’ Hurtig 81’ Blackstenius 90’ | Marcatori |  |

| Arbitro: | Georgieva |

|                               |                      |                                             |
| Russo 80’, 116’ Beattie 90+6’ | Marcatori            | 56’, 57’ Bourdieu 106’ Fleury               |
| Little McCabe Maanum Russo    | Tiri di rigore 2 – 4 | Greboval Ould Hocine Matéo Corboz Ribadeira |

## Statistiche

### Statistiche di squadra
| Competizione             | Punti | In casa | In casa | In casa | In casa | In casa | In casa | In trasferta | In trasferta | In trasferta | In trasferta | In trasferta | In trasferta | Totale | Totale | Totale | Totale | Totale | Totale | DR  |
| Competizione             | Punti | G       | V       | N       | P       | Gf      | Gs      | G            | V            | N            | P            | Gf           | Gs           | G      | V      | N      | P      | Gf     | Gs     | DR  |
| ------------------------ | ----- | ------- | ------- | ------- | ------- | ------- | ------- | ------------ | ------------ | ------------ | ------------ | ------------ | ------------ | ------ | ------ | ------ | ------ | ------ | ------ | --- |
| Women's Super League     | 50    | 11      | 10      | 0       | 1       | 30      | 6       | 11           | 6            | 2            | 3            | 23           | 14           | 22     | 16     | 2      | 4      | 53     | 20     | +33 |
| FA Women's Cup           | -     | 2       | 1       | 0       | 1       | 5       | 2       | 0            | 0            | 0            | 0            | 0            | 0            | 2      | 1      | 0      | 1      | 5      | 2      | +3  |
| FA Women's League Cup    | -     | 3       | 2       | 1       | 0       | 10      | 4       | 3            | 3            | 0            | 0            | 12           | 1            | 7      | 6      | 1      | 0      | 23     | 5      | +18 |
| Women's Champions League | -     | 0       | 0       | 0       | 0       | 0       | 0       | 0            | 0            | 0            | 0            | 0            | 0            | 2      | 1      | 1      | 0      | 6      | 3      | +3  |
| Totale                   | -     | 16      | 13      | 1       | 2       | 45      | 12      | 14           | 9            | 2            | 3            | 35           | 15           | 33     | 24     | 4      | 5      | 87     | 30     | +57 |

### Andamento in campionato
| Giornata  | 1  | 2 | 3 | 4 | 5 | 6 | 7 | 8 | 9 | 10 | 11 | 12 | 13 | 14 | 15 | 16 | 17 | 18 | 19 | 20 | 21 | 22 |
| --------- | -- | - | - | - | - | - | - | - | - | -- | -- | -- | -- | -- | -- | -- | -- | -- | -- | -- | -- | -- |
| Luogo     | C  | T | C | T | C | T | T | C | C | T  | C  | T  | T  | C  | C  | T  | T  | C  | C  | T  | T  | C  |
| Risultato | P  | N | V | V | V | V | V | V | V | P  | V  | V  | P  | V  | V  | P  | V  | V  | V  | N  | V  | V  |
| Posizione | 10 | 9 | 7 | 7 | 5 | 2 | 2 | 2 | 2 | 3  | 3  | 3  | 3  | 3  | 3  | 3  | 3  | 3  | 3  | 3  | 3  | 3  |

Legenda:

Luogo: C = Casa; T = Trasferta. Risultato: V = Vittoria; N = Pareggio; P = Sconfitta.

### Statistiche delle giocatrici
| Giocatore       | Women's Super League | Women's Super League | Women's Super League | Women's Super League | FA Women's Cup | FA Women's Cup | FA Women's Cup | FA Women's Cup | FA Women's League Cup | FA Women's League Cup | FA Women's League Cup | FA Women's League Cup | UEFA Champions League | UEFA Champions League | UEFA Champions League | UEFA Champions League | Totale   | Totale | Totale      | Totale     |
| Giocatore       | Presenze             | Reti                 | Ammonizioni          | Espulsioni           | Presenze       | Reti           | Ammonizioni    | Espulsioni     | Presenze              | Reti                  | Ammonizioni           | Espulsioni            | Presenze              | Reti                  | Ammonizioni           | Espulsioni            | Presenze | Reti   | Ammonizioni | Espulsioni |
| --------------- | -------------------- | -------------------- | -------------------- | -------------------- | -------------- | -------------- | -------------- | -------------- | --------------------- | --------------------- | --------------------- | --------------------- | --------------------- | --------------------- | --------------------- | --------------------- | -------- | ------ | ----------- | ---------- |
| M. Agyemang     | 1                    | 0                    | 0                    | 0                    | -              | -              | -              | -              | -                     | -                     | -                     | -                     | -                     | -                     | -                     | -                     | 1        | 0      | 0           | 0          |
| J. Beattie      | -                    | -                    | -                    | -                    | 0              | 0              | 0              | 0              | 4                     | 0                     | 1                     | 0                     | 2                     | 1                     | 0                     | 0                     | 6        | 1      | 1           | 0          |
| S. Blackstenius | 19                   | 7                    | 0                    | 0                    | 2              | 1              | 0              | 0              | 6                     | 9                     | 0                     | 0                     | 2                     | 1                     | 0                     | 0                     | 29       | 18     | 0           | 0          |
| S. Bouhaddi     | 0                    | 0                    | 0                    | 0                    | -              | -              | -              | -              | 0                     | 0                     | 0                     | 0                     | -                     | -                     | -                     | -                     | 0        | 0      | 0           | 0          |
| S. Catley       | 22                   | 1                    | 0                    | 0                    | 1              | 0              | 0              | 0              | 7                     | 0                     | 1                     | 0                     | 2                     | 0                     | 1                     | 0                     | 32       | 1      | 2           | 0          |
| L. Codina       | 8                    | 0                    | 0                    | 0                    | 2              | 0              | 0              | 0              | 6                     | 1                     | 0                     | 0                     | -                     | -                     | -                     | -                     | 16       | 1      | 0           | 0          |
| K. Cooney-Cross | 14                   | 0                    | 1                    | 0                    | 2              | 0              | 0              | 0              | 7                     | 0                     | 0                     | 0                     | -                     | -                     | -                     | -                     | 23       | 0      | 1           | 0          |
| S. D'Angelo     | 4                    | -3                   | 0                    | 0                    | 1              | -1             | 0              | 0              | 4                     | -5                    | 0                     | 0                     | 0                     | 0                     | 0                     | 0                     | 9        | -9     | 0           | 0          |
| C. Foord        | 22                   | 4                    | 4                    | 0                    | 2              | 0              | 1              | 0              | 7                     | 1                     | 0                     | 0                     | 2                     | 1                     | 0                     | 0                     | 33       | 6      | 5           | 0          |
| E. Fox          | 10                   | 0                    | 0                    | 0                    | 2              | 0              | 0              | 0              | 1                     | 0                     | 0                     | 0                     | -                     | -                     | -                     | -                     | 13       | 0      | 0           | 0          |
| T. Goldie       | 0                    | 0                    | 0                    | 0                    | -              | -              | -              | -              | -                     | -                     | -                     | -                     | -                     | -                     | -                     | -                     | 0        | 0      | 0           | 0          |
| L. Hurtig       | 2                    | 1                    | 0                    | 0                    | -              | -              | -              | -              | 2                     | 0                     | 0                     | 0                     | 2                     | 1                     | 1                     | 0                     | 6        | 2      | 1           | 0          |
| A. Ilestedt     | 12                   | 1                    | 0                    | 0                    | 1              | 1              | 0              | 0              | 2                     | 1                     | 0                     | 0                     | 2                     | 0                     | 0                     | 0                     | 17       | 3      | 0           | 0          |
| C. Lacasse      | 19                   | 3                    | 5                    | 0                    | 1              | 0              | 0              | 0              | 6                     | 2                     | 0                     | 0                     | 2                     | 0                     | 0                     | 0                     | 28       | 5      | 5           | 0          |
| V. Lia          | 0                    | 0                    | 0                    | 0                    | -              | -              | -              | -              | 2                     | 0                     | 0                     | 0                     | 0                     | 0                     | 0                     | 0                     | 2        | 0      | 0           | 0          |
| K. Little       | 17                   | 1                    | 1                    | 0                    | 1              | 0              | 0              | 0              | 4                     | 1                     | 0                     | 0                     | 2                     | 0                     | 0                     | 0                     | 24       | 2      | 1           | 0          |
| F. Maanum       | 21                   | 3                    | 1                    | 0                    | 2              | 1              | 0              | 0              | 7                     | 4                     | 0                     | 0                     | 2                     | 0                     | 0                     | 0                     | 32       | 8      | 1           | 0          |
| N. Maritz       | -                    | -                    | -                    | -                    | -              | -              | -              | -              | 3                     | 0                     | 0                     | 0                     | 2                     | 0                     | 0                     | 0                     | 5        | 0      | 0           | 0          |
| K. McCabe       | 21                   | 3                    | 8                    | 0                    | 2              | 0              | 0              | 0              | 7                     | 0                     | 0                     | 0                     | 2                     | 0                     | 2                     | 0                     | 32       | 3      | 10          | 0          |
| B. Mead         | 20                   | 8                    | 0                    | 0                    | 2              | 0              | 0              | 0              | 6                     | 1                     | 0                     | 0                     | 0                     | 0                     | 0                     | 0                     | 28       | 9      | 0           | 0          |
| V. Miedema      | 9                    | 2                    | 0                    | 0                    | 1              | 0              | 0              | 0              | 4                     | 0                     | 0                     | 0                     | -                     | -                     | -                     | -                     | 14       | 2      | 0           | 0          |
| K. Møller Kühl  | -                    | -                    | -                    | -                    | -              | -              | -              | -              | 3                     | 0                     | 0                     | 0                     | 1                     | 0                     | 0                     | 0                     | 4        | 0      | 0           | 0          |
| V. Pelova       | 22                   | 2                    | 3                    | 0                    | 2              | 0              | 0              | 0              | 6                     | 0                     | 1                     | 0                     | 2                     | 0                     | 0                     | 0                     | 32       | 2      | 4           | 0          |
| G. Queiroz      | -                    | -                    | -                    | -                    | -              | -              | -              | -              | -                     | -                     | -                     | -                     | 0                     | 0                     | 0                     | 0                     | 0        | 0      | 0           | 0          |
| K. Reid         | 1                    | 0                    | 0                    | 0                    | -              | -              | -              | -              | -                     | -                     | -                     | -                     | -                     | -                     | -                     | -                     | 1        | 0      | 0           | 0          |
| A. Russo        | 22                   | 12                   | 2                    | 0                    | 2              | 1              | 0              | 0              | 5                     | 1                     | 0                     | 0                     | 2                     | 2                     | 0                     | 0                     | 31       | 16     | 2           | 0          |
| L. Wälti        | 15                   | 0                    | 2                    | 0                    | 2              | 1              | 0              | 0              | 3                     | 0                     | 0                     | 0                     | 2                     | 0                     | 0                     | 0                     | 22       | 1      | 2           | 0          |
| L. Wienroither  | 4                    | 0                    | 0                    | 0                    | -              | -              | -              | -              | 0                     | 0                     | 0                     | 0                     | -                     | -                     | -                     | -                     | 4        | 0      | 0           | 0          |
| N. Williams     | 0                    | 0                    | 0                    | 0                    | 0              | 0              | 0              | 0              | 0                     | 0                     | 0                     | 0                     | 0                     | 0                     | 0                     | 0                     | 0        | 0      | 0           | 0          |
| L. Williamson   | 9                    | 0                    | 0                    | 0                    | 1              | 0              | 0              | 0              | 3                     | 0                     | 0                     | 0                     | -                     | -                     | -                     | -                     | 13       | 0      | 0           | 0          |
| L. Wubben-Moy   | 18                   | 1                    | 4                    | 0                    | 2              | 0              | 1              | 0              | 4                     | 1                     | 0                     | 0                     | 2                     | 0                     | 0                     | 0                     | 26       | 2      | 5           | 0          |
| M. Zinsberger   | 18                   | -17                  | 0                    | 0                    | 1              | -1             | 0              | 0              | 3                     | 0                     | 0                     | 0                     | 2                     | -3                    | 0                     | 0                     | 24       | -21    | 0           | 0          |